# طواف سان سيباستيان 2015

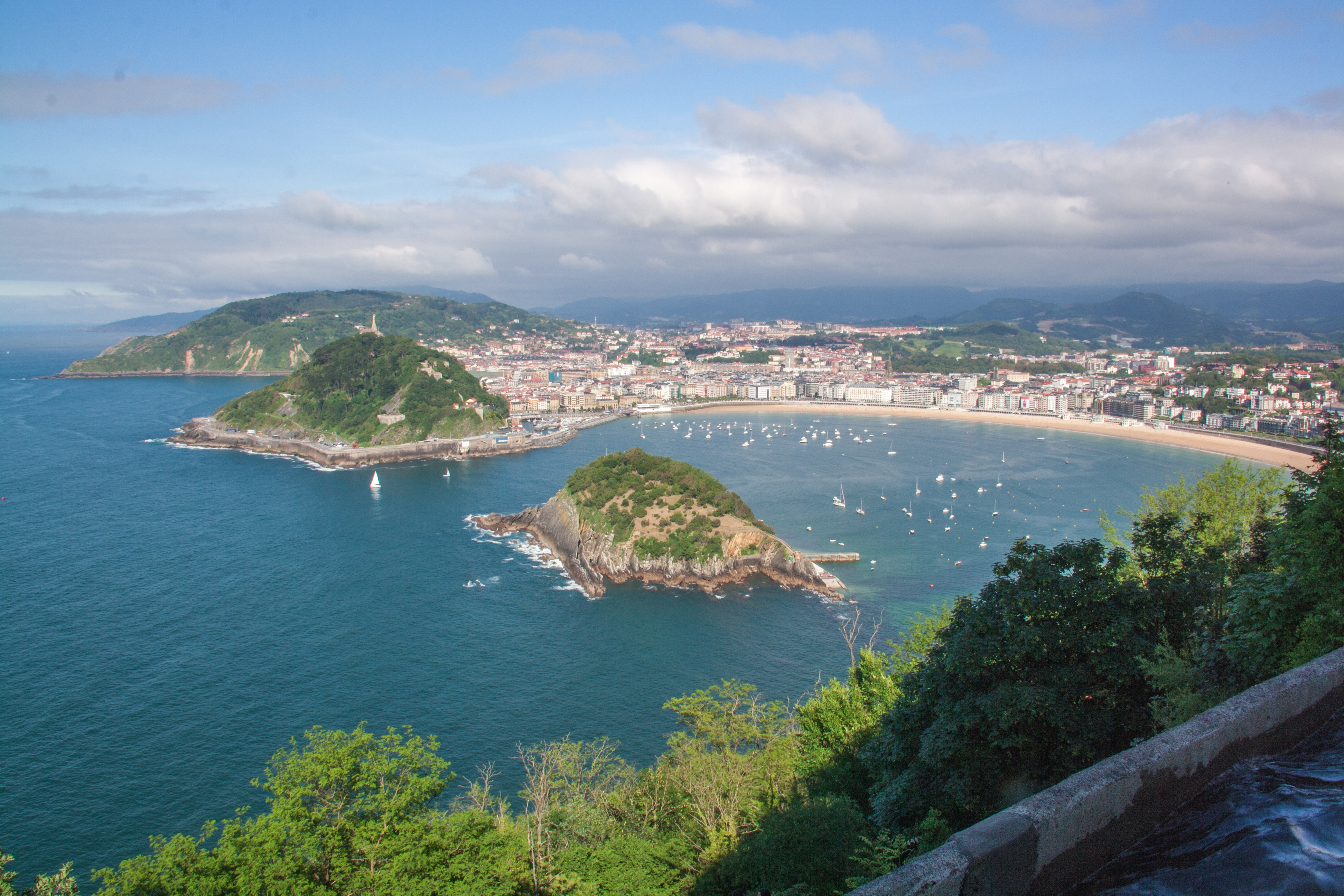

طواف سان سيباستيان 2015 (بالإسبانية: Clásica de San Sebastián 2015 )‏ هو سباق دراجات هوائية، وهو الموسم رقم 35 من نفس السباق، وأقيم في 1 أغسطس 2015، وامتدّ لمسافة 219 كيلومتر، وهو أحد سباقات طواف العالم للدراجات 2015، وهو من نوع سباق يوم واحد، وقد شارك في السباق 150 متسابقاً ووصل إلى نهايته 96 متسابقاً.
فاز فيه بالمركز الأول آدم ييتس، وبالمركز الثاني فيليب جيلبير، وبالمركز الثالث أليخاندرو بالبيردي، والفائز حسب ترتيب السرعة ناثان هاس، والفريق الفائز في ترتيب الفرق Astana Pro Team 2015.

## الفرق
| فرق عالمية (17)- AG2R La Mondiale - Astana - BMC Racing - Cannondale-Garmin - Etixx-Quick Step - FDJ - Giant-Alpecin - IAM Cycling - Katusha - Lampre-Merida - Lotto NL-Jumbo - Lotto-Soudal - Movistar Team - Orica-GreenEDGE - Sky - Tinkoff-Saxo - Trek Factory Racing فرق قارية محترفة (2)- كاجا رورال-سيغوروس 2015 ‏ - Cofidis, Solutions Crédits |  |
| |  |

## الفائزون
| الترتيب       | الفائز             |
| ------------- | ------------------ |
| الفائز        | آدم ييتس           |
| الثاني        | فيليب جيلبير       |
| الثالث        | أليخاندرو بالبيردي |
| تسلق الجبل    | ناثان هاس          |
| سباقات السرعة | ناثان هاس          |
| الفريق        | أستانا             |

## وصلات خارجية
- الموقع الرسمي